# Ella Anderson
Ella Anderson (* 26. März 2005 in Ypsilanti, Michigan) ist eine US-amerikanische Kinderdarstellerin.

## Leben
Anderson wurde in Ypsilanti geboren und hat einen Zwillingsbruder. Sie zog 2012 mit ihrer Familie nach Los Angeles und begann bereits im Alter von fünf Jahren mit der Schauspielerei. Von 2014 bis 2020 spielte Anderson in der Fernsehserie Henry Danger die Rolle der Piper Hart. 2017 wirkte sie in dem Film Schloss aus Glas mit.

## Filmografie (Auswahl)
- 2011: Touchback
- 2011: Last Man Standing
- 2012: A.N.T.: Achtung Natur-Talente (A.N.T. Farm, Fernsehserie, 2 Folgen)
- 2012: Raising Hope (Fernsehserie, Folge 3x09 Squeak Means Squeak)
- 2013: Hund mit Blog (Dog with a Blog, Fernsehserie, 2 Folgen)
- 2013: Liv und Maddie (Liv and Maddie, Fernsehserie, Folge 1x10 Fa-la-la-A-Rooney)
- 2014: The Possession of Michael King
- 2014: Cosmo & Wanda – Auwei Hawaii! (A Fairly Odd Summer, Fernsehfilm)
- 2014: Law & Order: Special Victims Unit (Fernsehserie, Folge 15x19 Downloaded Child)
- 2014–2020: Henry Danger (Fernsehserie)
- 2015: Big Business – Außer Spesen nichts gewesen (Unfinished Business)
- 2015: Miss Famous (Kurzfilm)
- 2015: Nickelodeons Superstars Superweihnachten (Nickelodeon’s Ho Ho Holiday Special, Fernsehfilm)
- 2016: The Boss
- 2017: Schloss aus Glas (The Glass Castle)
- 2017: Nickelodeons Super Sommercamp Special (Nickelodeon’s Sizzling Summer Camp Special, Fernsehfilm)
- 2018: Die Abenteuer von Kid Danger (Stimme)
- 2018: Young Sheldon (Folge 2x02 A Rival Prodigy and Sir Isaac Neutron)
- 2025: Henry Danger – Der Film (Henry Danger: The Movie)